# 埃雷尔森
埃雷尔森（Eleílson Farias de Moura,1985年4月2日—），巴西足球运动员，司职后卫。

## 职业生涯
2009年，埃雷尔森以租借形式加盟了中超球队江苏舜天，赛季结束后，埃雷尔森凭借稳定的发挥赢得了江苏舜天俱的信任，他们以不到100万美元的价格买断其所有权，并与他签订了一份为期三年的合同，江苏舜天在2012年又与埃雷尔森续约三年。